# Ангел Ангелов – Джендема
Вижте пояснителната страница за други личности с името Ангел Ангелов.
Ангел Георгиев Ангелов – Джендема е български езиковед и рок певец.

## Биография

### Филолог
Ангелов е роден през 1958 година в София, в бежанския квартал Ючбунар, в семейство по произход от Кукуш. Работи като учител в техникума „Ломоносов“. В 1991 година става кандидат на филологическите науки (днес – доктор) с дисертация на тема „Социолингвистично изследване на Гевгелийския квартал в град София“. От 2001 година е доцент, а от 2007 година професор по български език във Факултета по славянски филологии на Софийския университет „Св. Климент Охридски“. В 2013 година става доктор на филологическите науки с дисертация на тема „Лингвистични права на човека и социална отговорност в Европа, на Балканите и в България (За еколингвистичен подход в условията на глокализация)“. Има специализации в Лос Анджелис и в Солун.
Автор е на книги и статии главно в областта на социолингвистиката. Освен песни публикува също стихове и разкази.

### Македонски деец
Ангел Ангелов е председател е на фондация „Братя Миладинови“. Бил е секретар и библиотекар на Македонския културен дом и на Македонския научен институт в София. През 2023 година влиза в Управителния съвет на Македонския научен институт.

### Музикант
През 1986 година в София заедно с Атанас Цанков (Насо Дирижабъла) създава група „Джендема“. Първата публична изява на групата е в Харманли на фестивала „Поети с китара“ през 1987 година Тя е основен представител на ново течение, стремящо се да пародира масовите музикални жанрове. Участват в Свободния хепънинг през 1988 г. в СУ „Климент Охридски“. Групата открива първия митинг на промените на 18 ноември 1989 г. на площад „Св. Ал. Невски“ с песента „Край на живота от самото начало“.